# 王舜漁
王舜漁（1489年—1535年），字于澤，號石溪，直隸蘇州府常熟縣人，匠籍，明朝政治人物。

## 生平
正德二年（1507年）丁卯科應天府鄉試第三十五名舉人。正德十二年（1517年）中式丁丑科會試第一百六名，登第二甲第十二名進士。授工部主事，分司浙江。历刑部广东司署员外郎事主事，嘉靖二年（1523年）二月升山东按察司佥事，九年九月升本司副使，兵备临清，十二年四月工部都水司管河署郎中刘守良参奏王舜渔故意将窑户王匠关押在监狱，想要耽误郊砖烧造，又不时捕逮本署人役，肆行挫辱，且攻讦其残贼民命，科罚民财，狥私纳贿诸不法事，随后两人都被免职，还籍听勘。

## 家族
曾祖王孟德；祖父王廷美；父王原吉，曾任義官。母宗氏。具庆下。兄王舜耕，同科進士。王舜渔初娶钱氏，生子王之龍，继娶章氏，生子王之稷（1531年-1603年），字汝立，號見溪，三岁時兄之龍夭折，五岁喪父，由伯父王舜耕授学，十五娶副使范来贤之女范氏（後封安人），十九为邑諸生，後入太学，八次赴試不中，遂谒选，以例授山东藩幕，摄肥城令，又改摄长山、霑化二县，升贵阳府判官，以採木之役，升福建盐运司副使，進階奉訓大夫。